# Перего
Перего (итал. Perego) је насеље у Италији у округу Леко, региону Ломбардија.
Према процени из 2011. у насељу је живело 1280 становника. Насеље се налази на надморској висини од 337 м.

## Становништво
Према резултатима пописа становништва 2011. у општини је живело 1.765 становника.
| 1931. | 1936. | 1951. | 1961. | 1971. | 1981. | 1991. | 2001. | 2011. |
| ----- | ----- | ----- | ----- | ----- | ----- | ----- | ----- | ----- |
| 1.044 | 1.001 | 1.020 | 1.034 | 1.080 | 1.184 | 1.467 | 1.586 | 1.765 |